# Partido Industrial (China)
Na China, Partido Industrial (chinês tradicional: 工業黨, chinês simplificado: 工业党, pinyin: gōngyè dǎng, também traduzido como Partido Industrialista ou Tecnólogo) refere-se a um grupo de intelectuais e indivíduos chineses que apoiam o pensamento científico, a tecnologia avançada, o tecnonacionalismo e o desenvolvimento econômico, mas se opõem ao liberalismo, valores universais e o livre mercado. Em sentido estrito, também pode ser uma referência à cultura de fãs de Illumine Lingao, um romance chinês de viagem no tempo.

## História
Na década de 1990, um grande debate irrompeu nos círculos intelectuais chineses entre as escolas da Nova Esquerda, liberais e neoconservadoras, face à situação econômica que passava por drásticas mudanças da China. À medida em que o debate se espalhava pela Internet e como forma de reação à tendência liberal, os cibernacionalistas chineses com formação acadêmica em ciências e engenharia passaram a reunir-se em fóruns de discussão online. Um debate entre os intelectuais chineses Chen Jing e Zhong Qing, ocorrido entre 2004 e 2005, acabou sendo marcado como o precursor do termo.
Considerado um "romance de RPG de Mesa" que cobre repetidas descrições e análises das possibilidades de desenvolvimento industrial, a obra Illumine Lingao viria a pavimentar ainda mais o caminho para a ascensão do chamado "Partido Industrial".
Em 2011, diversos intelectuais nacionalistas chineses, incluindo Wang Xiaodong e Song Xiaojun, argumentaram que somente o avanço nos meios de produção e na tecnologia industrial seriam capazes de diminuir as divergências entre os partidos e as ideologias políticas. Em um texto intitulado "A industrialização da China Determinará o Destino da China e do Mundo: o 'Partido Industrial' contra o 'Partido Sentimental'" (chinês simplificado: 中国的工业化将决定中国与世界的命运——兼论“工业党”对决“情怀党”, posteriormente publicado em uma revista), Wang afirmou que:

Aqui, eu gostaria de introduzir a dimensão do partido industrial e do partido sentimental. [...] Na atual situação da China, certamente há outra dimensão, que é a do Partido Industrial contra o Partido Sentimental. De acordo com Song Xiaojun, essa expressão foi inventada por uma repórter feminina de um jornal tradicional. Como o nome sugere, o Partido Industrial possui uma tendência industrialista, e é relativamente mais adequado para a indústria em termos de estrutura de conhecimento e inteligência - logicamente, não necessariamente precisam se envolver com a indústria. Por exemplo, eu mesmo me considero um membro Partido Industrial, mas não trabalho na indústria. Considerando a forma de pensar, são mais próximos aos cientistas e engenheiros, e apreciam esse tipo de coisa. Por exemplo, quando eu vejo um caça de quarta geração, ainda que eu não fique com "olhos marejados" como os mais jovens, meus olhos já ficaram molhados algumas vezes, o que também pode ser chamado de sentimento, mas trata-se de um sentindo próprio do Partido Industrial. Em relação ao Partido Sentimental, eles se satisfazem em falar sobre sentimentos, moralidade, cultura e emoções. Em termos de habilidade, são pobres em lógica, matemática, ciências e conhecimento tecnológico, uma vez que possuem grandes diferenças com os cientistas e engenheiros. Em termos de orientação de valores, eles costumam ignorar e menosprezar as conquistas realizadas pela indústria. Eles, na verdade, possuem mais características dos literatos da era pré-industrial ou das civilizações agrícolas.
Geralmente, considera-se que o ensaio de Wang foi quem introduziu formalmente o termo "Partido Industrial", embora o próprio Wang tenha dito que "esta expressão foi inventada por uma repórter feminina de um jornal tradicional". Um ano depois, "Ma Qianzu" (pseudônimo) e quatro outras pessoas nascidas na década de 80 foram coautores e publicaram "O Grande Objetivo: Nossa Negociação Política com este Mundo" (chinês simplificado: 《大目标：我们与这个世界的政治协商》), que é considerado o manifesto do Partido Industrial. No mesmo ano, Ma e outros industrialistas aderiram ao portal nacionalista guancha.cn e tentaram usar o portal como uma plataforma para divulgar suas ideias.
A tendência do Partido Industrial continuou a aumentar na década de 2010. Os comentários de Liu Di tanto na Radio Free Asia como na Initium Media ligaram Liu Cixin, um famoso autor chinês, e os seus romances ao Partido Industrial.

## Plataforma
Os membros do Partido Industrial geralmente concordam com os seguintes pontos:
- A tecnologia determina a estrutura social
- Tecnologia em primeiro lugar
- Economia planejada socialista
- Tecnocracia
- Nacionalismo chinês
- Pragmatismo

Como reação ao liberalismo, os industriais não se preocupam com as questões de participação política e democracia. Em vez disso, se concentram mais na efetividade das políticas e no conhecimento acadêmico. Desse modo, se opõem às seguintes pautas:
- Agrarianismo (que eles consideram ultrapassado)
- Capitalismo (especialmente economia livre mercado)
- Valores universais (que consideram como "infiltração da cultura ocidental")